# Gumersindo Pardo Reguera
Gumersindo Pardo Reguera (Balgos, Cervantes, Lugo, 24 de enero de 1847 – La Coruña, 16 de abril de 1916) fue un catedrático, farmacéutico y pintor español. Reconocido en Galicia por su labor como docente y por sus incursiones en la pintura religiosa e histórica, en el bodegón o en las escenas costumbristas.

## Trayectoria
Antes de cursar sus estudios universitarios, consiguió trabajar como delineante de carreteras. Posteriormente cursó la carrera de Farmacia en la Universidad de Santiago. Durante su estancia en la Universidad obtuvo uno de los premios extraordinarios. Su actividad docente la desarrolló como catedrático de Química Popular Inorgánica de la Facultad de Farmacia de Granada (20 de septiembre de 1887), actividad que abandona para volver a La Coruña y ser profesor en la Escuela de Bellas Artes (26 de abril de 1889) y en la Escuela de Artes Industriales (13 de agosto de 1907).
Abrió una farmacia en la calle real 92, (en 1917 se anunciaba de la siguiente forma: “Farmacia del Dr. Pardo Reguera. Óptica y artículos para la fotografía”) donde trabajaba como experto en ensayos de envenenamiento. Fue vocal de la Junta Provincial de Sanidad de La Coruña (18 de agosto de 1903), emitiendo informes sobre análisis de diversos productos y aguas minerales.
La Junta de Gobierno del Colegio de La Coruña lo eligió su representante en la I Asamblea de Colegios Provinciales Farmacéuticos (Madrid, 1889).
En cuanto a su labor como pintor, destacó como retratista de varios personajes lucenses y coruñeses contemporáneos. Participó en la Exposición Nacional de Bellas Artes en 1895, logrando en 1904 la mención honorífica. Fue nombrado miembro de número y secretario de la Real Academia de Bellas Artes del Rosario en La Coruña y correspondiente de la de San Fernando en Madrid.

### Relación con Pablo Picasso
Pablo Picasso llegó a Galicia en 1891 y se fue con 13 años en 1895. El mejor amigo del pintor durante su estancia en Galicia fue Antonio Pardo García, hijo de Gumersindo. Ambos artistas pintaron personajes comunes como al doctor Ramón Pérez Costales, la Niña de los pies descalzos y al hijo y mejor amigo, Antonio Pardo García.

## Obra escrita
- Reconocimiento de las falsificaciones y adulteraciones de las sustancias alimenticias de uso más frecuente en Galicia, 1887.[7]

## Pinturas

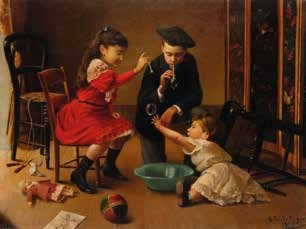
Pompas de xabón (1892)

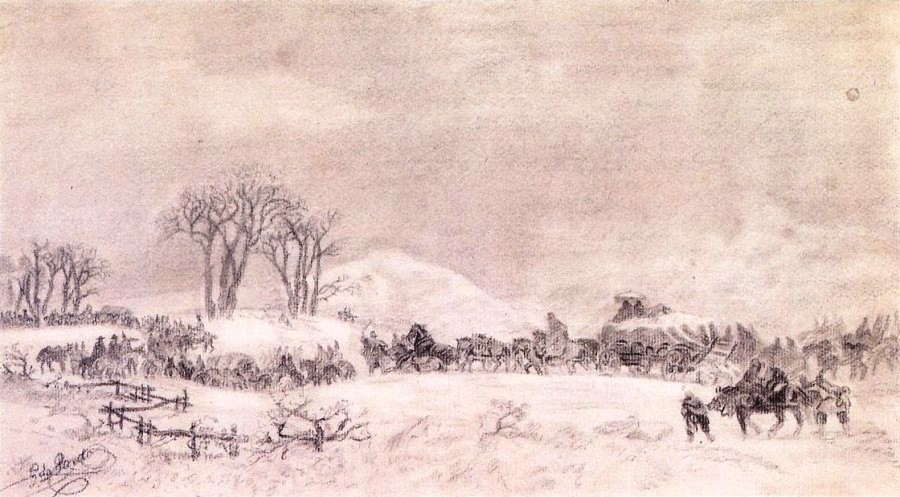
La caravana (1900)

|                         |
| Mondando patatas (1894) |

|                          |
| Tomando chocolate (1892) |

|              |
| Alfonso XIII |

|                          |
| Jaime de Ozores de Prado |

|                          |
| Eusebio da Guarda (1896) |

|                             |
| Camila Marquina Illa (1905) |

|                           |
| Francisco García Reboredo |

|                      |
| Eliseo Ozores (1902) |

|              |
| Autorretrato |